# قتل مازیار تورانیان
مازیار تورانیان (۲۸ ساله) جوان اهل شهر سنگسر استان سمنان بود که پس از مدتی ناپدید شدن، جسد بی‌جان وی در بیابان‌های اطراف این شهر پیدا شد. مردم سنگسر شامگاه دوشنبه ۲۹ بهمن دست به راهپیمایی و تجمع‌های اعتراضی زدند.

## قتل
به گفتهٔ خبرگزاری مهر قتل مازیار تورانیان توسط اعضای لشکر فاطمیون وابسته به نیروی قدس سپاه پاسداران انجام شده است. فرمانداری شهرستان سنگسر (مهدی‌شهر) در اطلاعیه‌ای اعلام کرده که «اخراج اتباع خارجی از این شهرستان تصویب شده است.» خبرگزاری مهر نیز با استناد به این مصوبه گزارش داده که «می‌توان از تصمیم شورای تأمین فرمانداری نتیجه گرفت که این حادثه توسط اتباع خارجی رخ داده‌است.»

## اعتراضات و واکنش‌ها
خبر قتل مازیار تورانیان، جوان میوه‌فروش اهل سمنان اعتراضات گسترده‌ای را در پی داشته‌است. مردم مهدی‌شهر در مقابل فرمانداری تجمع و خواستار اخراج اتباع خارجی از شهرستان شدند. جلیل موقوفه‌ای، فرماندهٔ انتظامی استان سمنان گفت: «برای پیشگیری از این حوادث طرح هجرت در مهدی‌شهر و استان سمنان در حال اجرا است و تبعهٔ خارجی بدون مشخصات و مدارک قانونی در استان سمنان طرد و به کشورشان بازگردانده خواهند شد.»  فرماندهٔ انتظامی همچنین اعلام کرد که «قاتل وی تبعهٔ خارجی است و با همدستان خود دست به ارتکاب این جنایت زده است. او در بازجویی، انگیزهٔ خود را اختلافات شخصی عنوان کرده‌است.» پس از این رویداد، مردم مهدی‌شهر، ۲۹ بهمن ۱۴۰۳ برای اخراج اتباع افغانستانی تجمع کردند.
۱ اسفند ۱۴۰۳، طرد ۲ هزار و ۵۹۵ نفر از اتباع خارجی از شهرستان مهدی‌شهر با حضور نیروی انتظامی استان سمنان و در پی این قتل آغاز شد. بر اساس «طرح ساماندهی اتباع بیگانه» که شهریور ۱۴۰۳ در مجلس تصویب شد، «فقط ۳ درصد جمعیت هر منطقه می‌تواند خارجی» باشد.

## مراسم تشییع مازیار تورانیان
جمع گسترده‌ای از مردم سنگسر استان سمنان، چهارشنبه یکم اسفند در مراسم تشییع و خاکسپاری مازیار تورانیان شرکت کردند.‌ مردم سنگسر در این مراسم علیه مسئولان جمهوری اسلامی و حضور اتباع خارجی و ناامنی شعار سر دادند.